# Aranyhátú tüskecsőr
Az aranyhátú tüskecsőr (Acanthiza chrysorrhoa) a madarak osztályának verébalakúak (Passeriformes) rendjébe, az ausztrálposzáta-félék (Acanthizidae) családjába tartozó  faj. A fajt egyes szervezetek a gyémántmadárfélék (Pardalotidae) családjának, Acanthizinae alcsaládjába sorolják.

## Rendszerezése
A fajt Jean René Constant Quoy és Joseph Paul Gaimard írták le 1830-ban, még a légykapófélék (Muscicapidae) családjába tartozó Saxicola nembe Saxicola chrysorrhoa néven.

## Alfajai
- Acanthiza chrysorrhoa chrysorrhoa (Quoy & Gaimard, 1830)
- Acanthiza chrysorrhoa leachi Mathews, 1912
- Acanthiza chrysorrhoa leighi Ogilvie-Grant, 1909
- Acanthiza chrysorrhoa normantoni (Mathews, 1913)[1]

## Előfordulása
Ausztrália nagy részén honos. A természetes élőhelye lombhullató erdők, mérsékelt övi erdők, szavannák és cserjések.

## Megjelenése
Testhossza 12 centiméter, testtömege 9 gramm.

## Életmódja
Rovarokkal táplálkozik, de fogyaszt magvakat is.